# Papa-taoca-do-sul
Papa-taoca-do-sul (nome científico: Pyriglena leucoptera) é uma espécie de ave pertencente à família dos tamnofilídeos. Ocorre no Uruguai, Brasil, Argentina e Paraguai. É considerado por alguns autores como uma subespécie de Pyriglena leuconota, mas alguns estudos sugerem a separação em espécies distintas.
Seu nome popular em língua inglesa é "White-shouldered Fire-eye".